# Magnus Israel Skeckta
Magnus Israel Skeckta, född 1667 på Vängsjöbergs herrgård, död i juni 1741 i Strömstad, var en svensk militär och godsägare.
Skeckta blev student vid Uppsala universitet 1679 och var efter studierna konduktör vid fortifikationen i Narva. Han blev löjtnant vid svenska livregementet till fot 1690 och kapten vid Bielkes pommerska infanteriregemente 1695. Han erhöll avsked från armén 1699. Han var överstelöjtnant för Upplands enrollerade allmoge 1714 och fick överstelöjtnants avsked 1724. Som godsägare drev han egendomarna Vängsjöberg i Gottröra socken från 1721 och Lövhamra herrgård i Skepptuna socken 1704–1712 samt Markby herrgård i Håtuna socken 1712–1741, dessutom arrenderade han gården Bjursta i Håtuna.
Han var son till Börje Skeckta och Catharina Norfelt (1625–1721) samt från 1696 gift med Maria Agneta Örnestedt (född 1670) som var dotter till  generalkrigskommissarien Filip Joakim Örnestedt (1625–1681). Paret fick sju barn.